# 왕의 여자
《왕의 여자》(王의 女子)는 2003년 10월 6일부터 2004년 3월 2일까지 방영된 SBS 월화드라마로, 월탄 박종화의 《자고 가는 저 구름아》를 원작으로 하였으며, 광해군과 김개시의 파란만장한 생애를 그렸는데 당초 TBC 동양방송에서 처음 기획됐으나 이 채널이 1980년 말 폐국되는 바람에 좌절됐었다.

## 등장 인물

### 주요 인물
- 박선영 : 김개시 역
- 지성 : 광해군 역

### 주변 인물

#### 조선의 국왕
- 임동진 : 선조
- 손종범 : 원종 역 인조의 아버지
- 안홍진 : 인조 역

#### 조선의 왕비 / 후비
- 이효춘 : 의인왕후 박씨 역
- 홍수현 : 인목왕후 김씨 역
- 이혜숙 : 인빈 김씨 역
- 사강 : 폐비 유씨 역 이지의 모후

#### 조선의 대군 / 세자
- 김유석 : 임해군 역
- 이석민 : 능창대군 역
- 강산 : 영창대군 역
- 이다윗 : 순화군 역
- 정태우 : 폐세자 이질 역

#### 조선의 공주 / 옹주
- 미상 : 정명공주 역

#### 조선의 대군부인 / 세자부인
- 이아현 : 군부인 양천 허씨 역 임해군의 부인
- 이경화 : 폐세자빈 역 이지의 부인

#### 조선의 문신
- 이훈 : 이한민 역
- 안대용 : 이산해 역
- 임혁 : 이이첨 역
- 이두일 : 이기축 역
- 김병기 : 맹지천 역
- 최종환 : 유희분 역
- 라재웅 : 유희발 역
- 윤주상 : 정철 역
- 민욱 : 이흥립 역
- 정동환 : 유영경 역
- 김형일 : 서양갑 역
- 최병학 : 허준 역
- 박진성 : 허균 역
- 원석연 : 박승종 역
- 임혁주 : 이정구 역
- 임병기 : 조필두 역
- 최동준 : 정인홍 역
- 황덕재 : 이준경 역
- 전병옥 : 정창연 역
- 김경응 : 최유원 역
- 김시원 : 한희길 역
- 강승원 : 홍여순 역
- 이대로 : 이민성 역
- 송금식 : 이일 역
- 백인철 : 신립 역
- 이우석 : 추빈 역
- 유종근 : 정탁 역
- 한인수 : 이항복 역
- 김호영 : 이덕형 역
- 허현호 : 류성룡 역
- 김효원 : 최명길 역
- 강인덕 : 이원익 역
- 신귀식 : 김제남 역
- 김영찬 : 신성군 역
- 정진 : 우해월 역
- 김학철 : 김공량 역
- 기정수 : 이귀 역
- 김광영 : 이경전 역
- 김진호 : 김류 역
- 이지형 : 권필 역
- 김천만 : 양각 역
- 김용운 : 금부도사 역
- 권성덕 : 김희철 역
- 송석호 : 이해수 역
- 이승찬 : 정발 역
- 권태원 : 이순신 역
- 박승호 : 김성일 역
- 이도련 : 허욱 역
- 이춘식 : 서천수 역
- 최효상 : 곽재우 역
- 한상혁 : 조헌 역

#### 조선의 상선 / 상궁
- 봉혜선 : 오상궁 대전 상궁 역
- 김미란 : 지천복 상궁 역
- 김희정 : 상궁 역

#### 그 외 인물
- 김혜리 : 동정월 역 (아역 박은빈)
- 신은정 : 강아 역
- 권은아 : 주막 주모 역
- 이미경
- 김영선 : 김개시 아버지 역
- 김애경 : 김개시 어머니 역
- 김영란
- 최성웅
- 최상길
- 조재훈
- 양형호
- 이승형
- 김윤형

### 일본
- 정승현 : 도요토미 히데요시 역
- 박경득 : 고니시 유키나가 역
- 이재연 : 가토 기요마사 역
- 강인기 : 구로다 나가마사 역

### 명나라
- 정호근 : 엄일괴 역

## 결방 및 2회 연속 방영
- 2003년 12월 29일 : 9시 55분부터 《SBS 가요대전》 편성으로 인해[2] 결방
- 2003년 12월 30일 : 송년특집 <빅스타 명장면 NG 열전, 빅스타 명장면 패러디 열전> 편성으로 인해 결방
- 2004년 1월 19일 : 29~30회 연속 방영
- 2004년 1월 20일 : 10시부터 특선영화 《친구》 편성에 따라[3] 일일드라마 《흥부네 박터졌네》가 9시 25분부터 10시, 《최수종쇼》가 밤 12시 10분으로 이동하여 결방
- 2004년 3월 1일 : 9시 20분부터 신사옥 오픈 기념 특선영화 《해리 포터와 마법사의 돌》 편성으로[4] 인해 결방
- 2004년 3월 2일 : 41~42회 연속 방영

## 수상 경력
- 2003년 SBS 연기대상 드라마스페셜 부문 남자연기상 지성

## 같이 보기
- 여인천하
- 야인시대
- 장희빈
- 왕과 나